# N165 (België)
De N165 is een gewestweg in de Belgische provincie Antwerpen en verbindt de N127 in Veerle met de N212 in Averbode in de provincie Vlaams-Brabant. De totale lengte van de N165 bedraagt ongeveer 3 kilometer.
Langs deze weg, net voor het centrum van Averbode, ligt de Abdij van Averbode, waarvan de toegangspoort scharniert op de grens van de provincies Vlaams-Brabant en Limburg.

## Plaatsen langs de N165
- Averbode